# Tonight, I Celebrate My Love
Tonight, I Celebrate My Love è un brano musicale soul-R&B, inciso nel 1983 da Peabo Bryson e Roberta Flack e pubblicato come singolo estratto dal loro album  Born to Love. Autori del brano sono Gerry Goffin (testo) e Michael Masser (musica).
Il singolo, pubblicato su etichetta Capitol Records, raggiunse il secondo posto delle classifiche nel Regno Unito.
Il brano fu ripubblicato su singolo nel 1988 con al Lato B un brano di Melba Moore. Vari artisti hanno inoltre inciso una cover del brano.

## Tracce
7"
1. Tonight, I Celebrate My Love – 3:29
2. Born to Love – 4:25

## Classifiche
| Classifica                 | Posizione massima | Nr. di settimane |
| -------------------------- | ----------------- | ---------------- |
| Belgio                     | 8                 | 7                |
| Norvegia                   | 8                 | 5                |
| Nuova Zelanda              | 11                | 15               |
| Paesi Bassi                | 16                | 6                |
| Regno Unito                | 2                 |                  |
| US Billboard Hot 100 Chart | 16                |                  |

## Cover
Tra gli artisti che hanno inciso una cover del brano, figurano (in ordine alfabetico):
- Caravelli (1984; con il titolo To Night I Celebrate My Love[4])
- Daniela & Mario[1]
- Perry Como (1987)[4]
- Gloria Loring (2001; con il titolo Tonight I Celebrate My Love for You[4])
- Katie Price & Peter Andre (1996; con il titolo Tonight I Celebrate My Love for You[4])
- Nicole & Hugo (con il titolo Tonight I Celebrate My Love for You[1])
- Bill Tarmey (1993)[1][4]
- Lee Towers & Anita Meyer (1985)[1][4]
- Yao Si Ting (2008)[4]

### Adattamenti in altre lingue
Il brano è stato adattato in olandese da Christill con il titolo Vannacht bekende ik mijn liefde voor jou: questa versione è stata incisa da Sandra Kim e Frank Galan nel 1997